# 儿童动画片
儿童动画片是为婴幼儿及小学生企划制作的动画作品。有些儿童动画片會是宣導正面價值的，例如教導兒童行為良好、對人和善、見義勇為、賞善罰惡等。儿童动画片多半是單元式的，較少有史詩型的。。

## 另見
- 少年漫画
- 少女漫画
- 青年漫画
- 女性漫画